# Campylorhynchus turdinus
Campylorhynchus turdinus là một loài chim trong họ Troglodytidae.